# Teucrium chlorostachyum
Teucrium chlorostachyum là một loài thực vật có hoa trong họ Hoa môi. Loài này được Pau & Font Quer miêu tả khoa học đầu tiên năm 1930.